# Женская юниорская сборная СССР по волейболу
Женская юниорская сборная СССР по волейболу — женская волейбольная сборная, представлявшая Советский Союз на международных юниорских соревнованиях. Управляющей организацией сборной выступала Федерация волейбола СССР. 

## История
Дебют женской юниорской сборной СССР прошёл в декабре 1989 года в Бразилии на первом чемпионате мира среди девушек (возраст игроков — до 18 лет). Под руководством тренера Валерия Юрьева советская команда провела 7 матчей и во всех одержала победы, выиграв золотые награды. В составе команды играли несколько волейболисток, в дальнейшем выступавших за национальные сборные СССР и России и становившихся победителями крупнейших международных соревнований. Среди этих спортсменок — Т.Грачёва, Н.Морозова, И.Емельянова, Ю.Тимонова.
Свой второй и последний турнир юниорская сборная СССР провела спустя два года, на втором чемпионате мира среди девушек, проходившем в Португалии. Заняв на предварительном этапе 1-е место в своей группе, советские волейболистки в полуфинале уступили молодым волейболисткам Бразилии, но в матче за «бронзу» выиграли у команды Японии 3:1. Этот матч стал последним в истории женской советской юниорской сборной по волейболу.

## Результаты выступлений
Всего на счету женской юниосркой сборной СССР по волейболу 14 официальных матчей, проведённых в период с 1989 по 1991 годы под эгидой Международной федерации волейбола в рамках чемпионатов мира среди девушек. Из них выиграно 12, проиграно 2. 

### Чемпионаты мира среди девушек
| Год   | Игры | Выигрыши | Поражения | Место |
| ----- | ---- | -------- | --------- | ----- |
| 1989  | 7    | 7        | 0         | 1-е   |
| 1991  | 7    | 5        | 2         | 3-е   |
| Всего | 14   | 12       | 2         |       |

## Составы
- ЧМ-1989: Наталья Абубакирова, Елена Воробьёва, Татьяна Грачёва, Инна Дашук, Инесса Емельянова, Олеся Каралюс, Евгения Котельникова, Наталья Морозова, Илона Старкова, Юлия Тимонова, Ольга Филип. Тренер — Валерий Юрьев.
- ЧМ-1991: Н.Акимова, Татьяна Бобровская, Татьяна Буцкая, Анна Воейкова, Ольга Губайдулина, Наталья Жарова, Ирина Жукова, Светлана Иванова, Мария Полякова, Светлана Сулим, Эльвира Савостьянова, Наталья Ткаченко. Тренер — Владимир Бузаев.